# Les Trois-Pierres
Les Trois-Pierres är en kommun i departementet Seine-Maritime i regionen Normandie i norra Frankrike. Kommunen ligger i kantonen Saint-Romain-de-Colbosc som tillhör arrondissementet Le Havre. År 2022 hade Les Trois-Pierres 815 invånare.

## Befolkningsutveckling
Antalet invånare i kommunen Les Trois-Pierres
| Referens: INSEE |